# Aristida pendula
Aristida pendula là một loài thực vật có hoa trong họ Hòa thảo. Loài này được Longhi-Wagner mô tả khoa học đầu tiên năm 1988.